# Heringen (Werra)
Heringen (Werra) ist eine Kleinstadt im osthessischen Landkreis Hersfeld-Rotenburg, direkt an der Landesgrenze zu Thüringen gelegen. Die nächsten größeren Städte sind im Westen Bad Hersfeld (28 km), im Nordosten Eisenach (30 km) und im Norden Kassel (80 km).
Heringen ist die Gemeinde mit der höchsten Pro-Kopf-Verschuldung in Hessen. Diese liegt bei knapp 8000 Euro. Die Gesamtverschuldung beträgt rund 57 Millionen Euro. Gleichzeitig gehört Heringen zu den vier Gemeinden mit dem höchsten Gewerbesteueraufkommen in Hessen.

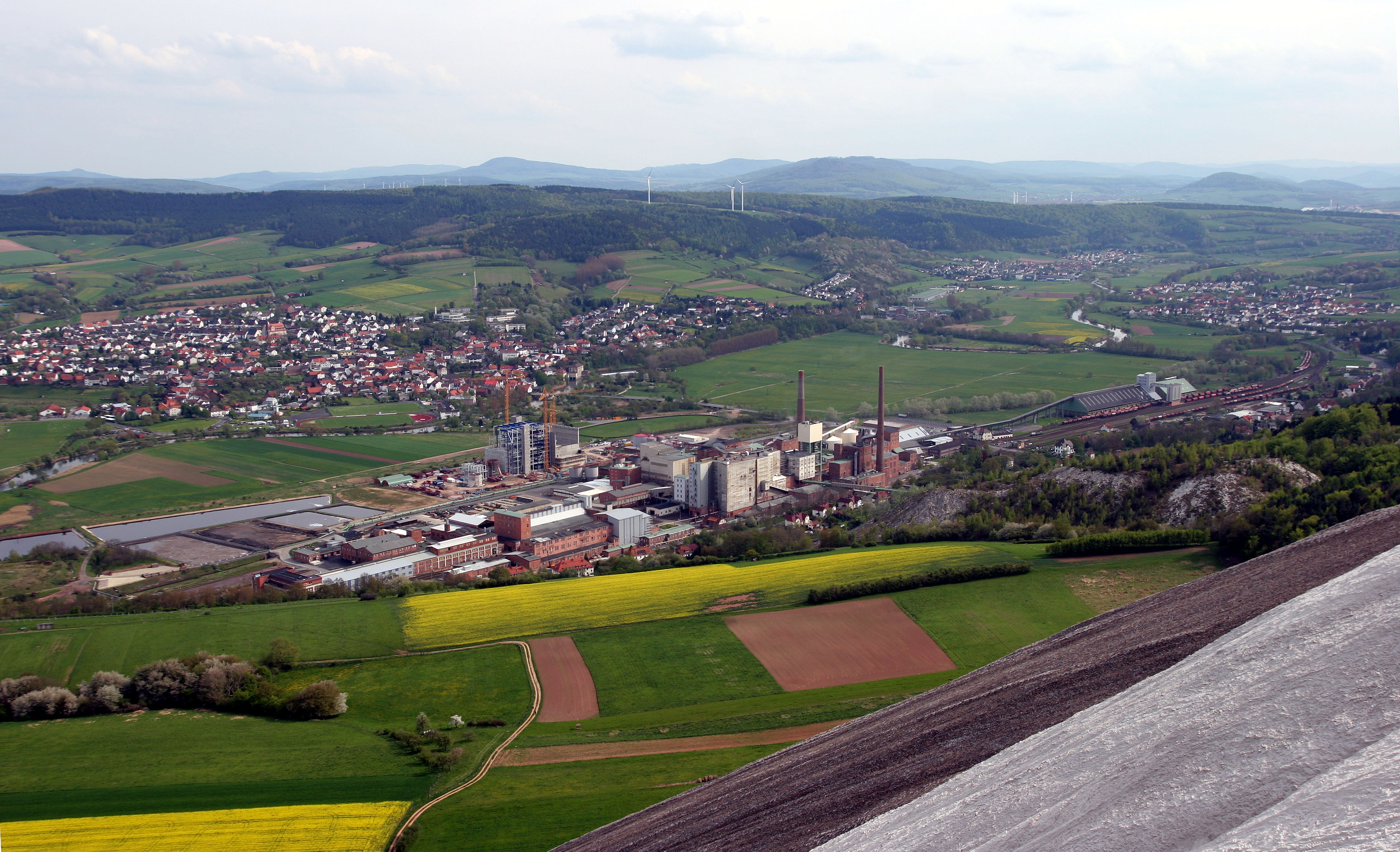
Heringen mit dem Werk Wintershall der K+S Kali GmbH in der Bildmitte. Aufgenommen vom Monte Kali

## Geographie

### Geographische Lage
Die Stadt liegt an dem Fluss Werra, umgeben von den Ausläufern des Thüringer Waldes, des Seulingswaldes und der Vorderrhön.
Der tiefste Punkt liegt mit 210 m ü. NN in der Werraaue. Der höchste Punkt in der Stadtgemarkung ist der Lehnberg auf 471 m ü. NN.

### Nachbargemeinden
Nachbargemeinden sind die hessische Gemeinde Wildeck im Nordwesten, die thüringische Stadt Werra-Suhl-Tal mit den Ortsteilen Großensee, Dankmarshausen, Dippach und Vitzeroda im Norden und Osten sowie die hessischen Gemeinden Philippsthal im Süden und Friedewald im Westen.

### Stadtgliederung
Die Stadtteile sind neben dem Kernort Heringen die Orte Bengendorf, Herfa, Kleinensee, Leimbach, Lengers, Widdershausen und Wölfershausen.

## Geschichte

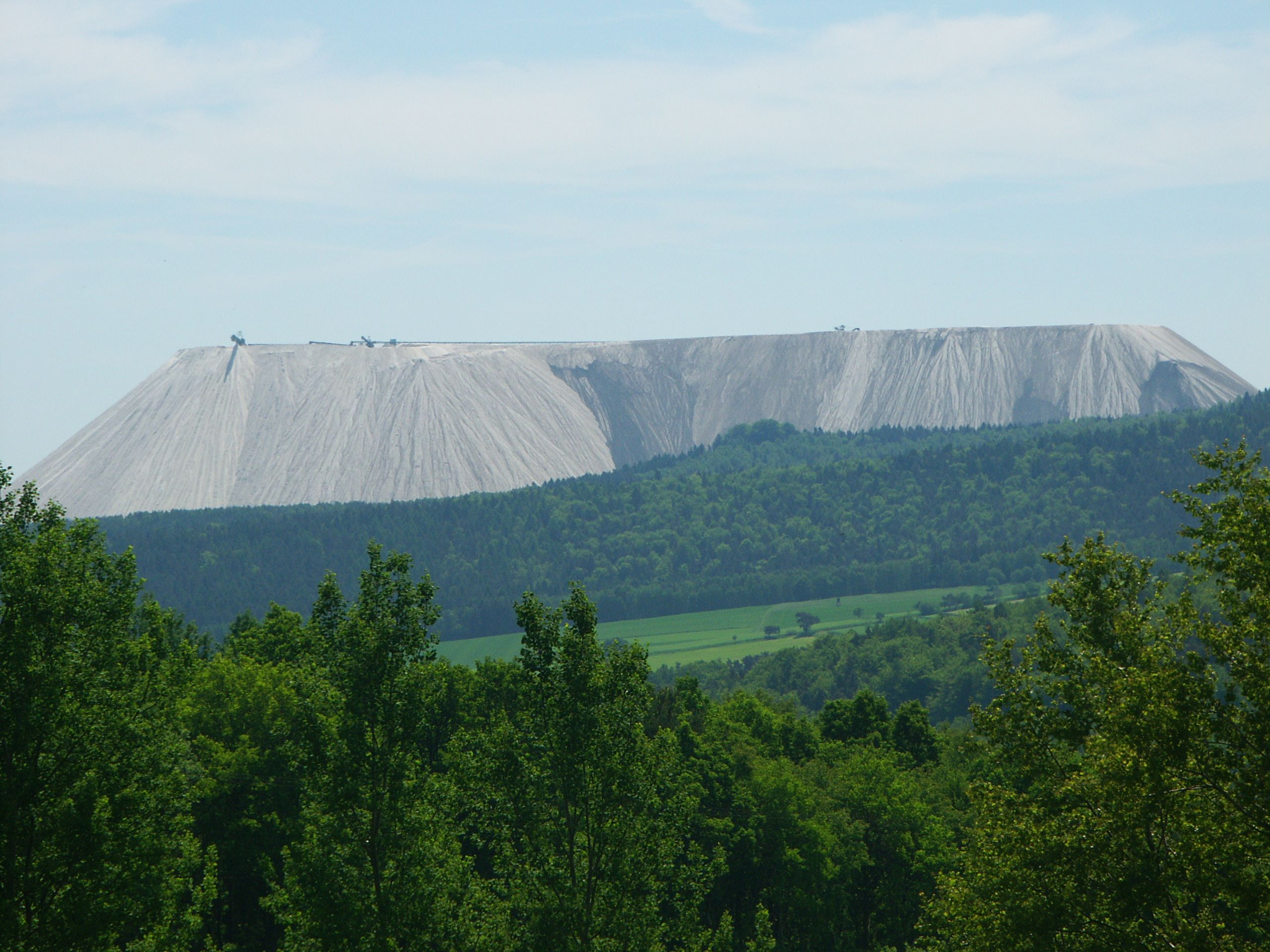
Der Salzberg („Monte Kali“) des Kaliwerks Wintershall in Heringen

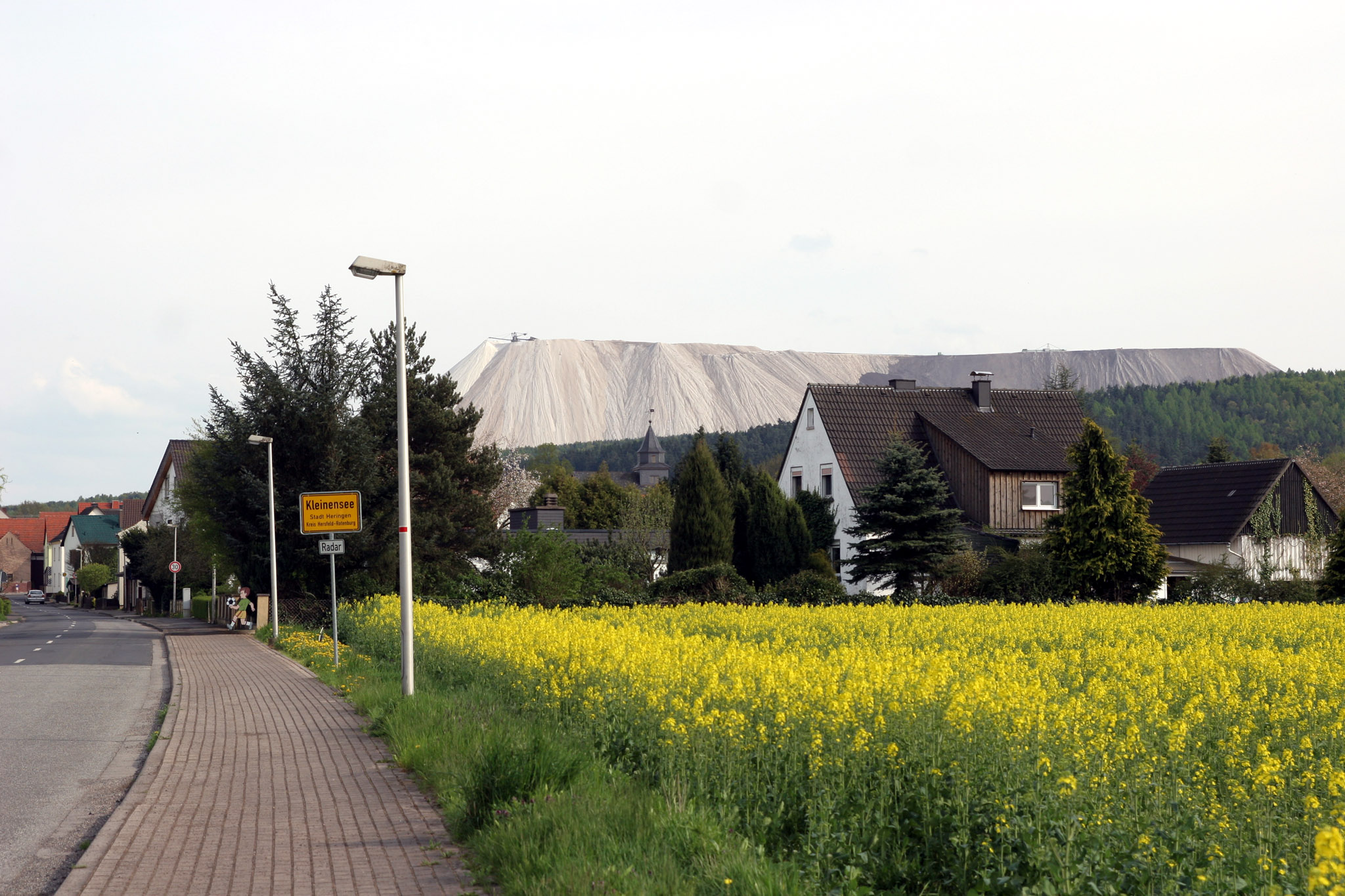
Der Stadtteil Kleinensee mit dem „Monte Kali“ im Hintergrund

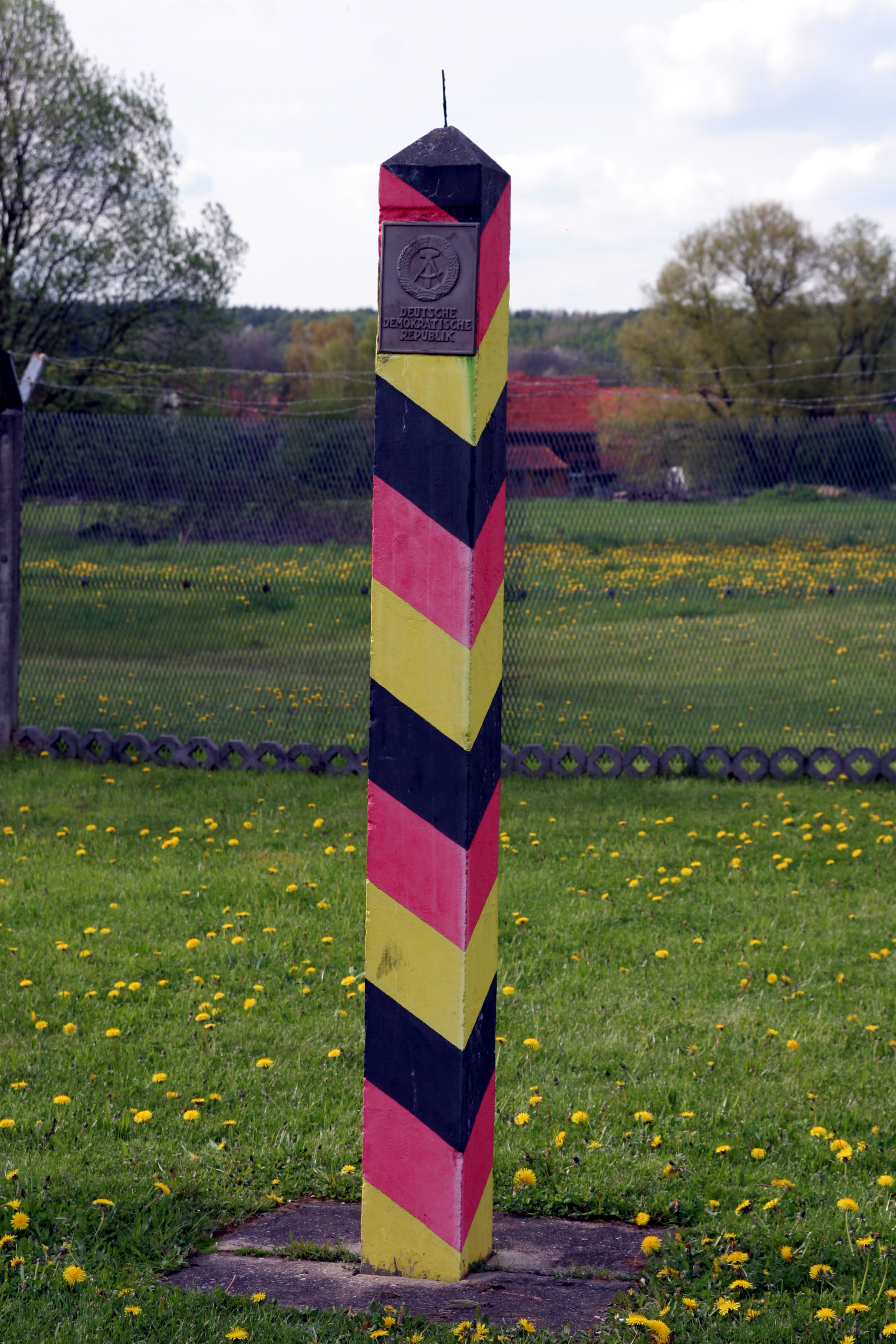
Grenzpfahl der DDR, an der hessisch-thüringischen Grenze zwischen Kleinensee und Großensee

Das erste Mal wird der Ort Heringen im Jahre 1153 urkundlich erwähnt. Das Kloster Fulda belehnte um das Jahr 1170 den adligen Heinrich von Heringen mit dem Ort. Das Gericht Heringen umfasste im frühen 15. Jahrhundert das heutige Stadtgebiet, den Ort Harnrode (heute zu Philippsthal) und die heute thüringischen Orte Vitzeroda, Gasteroda und Abteroda. Diese drei Orte gehören heute zur Stadt Werra-Suhl-Tal im Wartburgkreis in Thüringen. Im Jahre 1432 verkaufte Margarethe von Heringen das Gericht an die Landgrafen von Hessen. Damit gehörte Heringen zur Landgrafschaft Hessen und wurde dem Amt Friedewald angegliedert. Allein Harnrode und die Wüstung Geiderstad kamen zur hersfeldischen Vogtei Kreuzberg, die Obrigkeit über den Ort lag aber beim Amt Friedewald. Das Marktrecht wurde dem Ort Heringen im Jahr 1526 verliehen.
Während der Zeit des napoleonischen Königreichs Westphalen (1807–1813) war Heringen Hauptort des Kantons Heringen und Sitz des Friedensgerichts.
1893 wurde an der Werra erstmals Kalisalz nachgewiesen. 1894 wurde eine Tiefbohrung angesetzt, die in 470 Meter Tiefe ein zwei bis drei Meter mächtiges Kaliflöz fand. Etwa 60 bis 70 Meter tiefer wurde ein zweites noch mächtigeres Flöz nachgewiesen. Mit dem Bau des Kaliwerks Wintershall (heute K+S AG), das mit der Förderung im Jahre 1903 begann, bekam der Ort die ersten industriellen Arbeitsplätze. Später wurden noch die Kalibergwerke Neu-Heringen und Herfa-Neurode gebaut. Während der letzten Kriegsjahre des Zweiten Weltkriegs wurden in den Stollen des Heringer Bergwerkes die Bibliothek des Reichspatentamts und der Wehrgeologenstellen versteckt. Die letztgenannte Bibliothek ist heute Teil der „US Geological Survey Library“ und ist dort als „Heringen Collection“ gekennzeichnet. In Herfa-Neurode wurde 1972 die erste und größte untertägige Sondermülldeponie der Welt eingerichtet; sie wird bis heute von K+S betrieben.
Das Bergwerk ist heute das größte Kaliabbaugebiet der Welt und hat etwa die Abbaufläche des Großraumes Münchens. Das entspricht einer Fläche von ca. 312 km².
Heringen bekam am 8. März 1977 von der Hessischen Landesregierung die Stadtrechte verliehen.

### Eingemeindungen
Am 15. September 1968 wurde die bis dahin selbständige Gemeinde Wölfershausen eingegliedert. Im Zuge der Gebietsreform in Hessen wurde am 31. Dezember 1970 Lengers auf freiwilliger Basis eingegliedert. Bengendorf und Leimbach folgten am 31. Dezember 1971. Die Reihe der Eingemeindungen fand am 1. August 1972 mit der Eingliederung von Herfa, Kleinensee und Widdershausen kraft Landesgesetz ihren Abschluss.
Für alle nach Heringen eingegliederten Gemeinden sowie für die Kerngemeinde wurden Ortsbezirke mit Ortsbeirat und Ortsvorsteher nach der Hessischen Gemeindeordnung gebildet.

### Einwohnerentwicklung
| Stadtteile    | Einwohnerzahl | Einwohnerzahl | Einwohnerzahl | Einwohnerzahl | Einwohnerzahl | Einwohnerzahl | Einwohnerzahl | Einwohnerzahl | Einwohnerzahl | Einwohnerzahl | Einwohnerzahl | Einwohnerzahl | Einwohnerzahl |
| Jahr          | 1998          | 1999          | 2000          | 2001          | 2002          | 2003          | 2004          | 2005          | 2006          | 2007          | 2008          | 2009          | 2012          |
| ------------- | ------------- | ------------- | ------------- | ------------- | ------------- | ------------- | ------------- | ------------- | ------------- | ------------- | ------------- | ------------- | ------------- |
| Heringen      | 3.402         | 3.558         | 3.637         | 3.631         | 3.603         | 3.623         | 3.594         | 3.604         | 3.607         | 3.525         | 3.516         | 3.501         | 3.308         |
| Bengendorf    | 69            | 68            | 68            | 68            | 70            | 72            | 72            | 72            | 73            | 56            | 52            | 51            | 59            |
| Herfa         | 836           | 880           | 869           | 867           | 853           | 838           | 814           | 798           | 802           | 802           | 779           | 769           | 753           |
| Leimbach      | 471           | 488           | 511           | 512           | 522           | 504           | 503           | 503           | 501           | 514           | 508           | 494           | 488           |
| Lengers       | 1.019         | 1.092         | 1.072         | 1.072         | 1.071         | 1.061         | 1.024         | 1.003         | 1.012         | 990           | 970           | 957           | 931           |
| Kleinensee    | 655           | 726           | 722           | 722           | 726           | 724           | 729           | 721           | 720           | 704           | 710           | 701           | 667           |
| Widdershausen | 1.140         | 1.204         | 1.190         | 1.190         | 1.203         | 1.193         | 1.166         | 1.181         | 1.182         | 1.127         | 1.111         | 1.101         | 1.051         |
| Wölfershausen | 1.091         | 1.150         | 1.139         | 1.137         | 1.117         | 1.101         | 1.117         | 1.093         | 1.088         | 1.098         | 1.087         | 1.086         | 1.051         |
| Gesamt        | 8.683         | 9.166         | 9.208         | 9.199         | 9.165         | 9.116         | 9.019         | 8.975         | 8.985         | 8.816         | 8.733         | 8.660         | 8.308         |

## Politik

### Stadtverordnetenversammlung
Die Kommunalwahl am 14. März 2021 lieferte folgendes Ergebnis, in Vergleich gesetzt zu früheren Kommunalwahlen:
| Stadtverordnetenversammlung – Kommunalwahlen 2021 | Stadtverordnetenversammlung – Kommunalwahlen 2021            |
| --- | ------------------------------------------------------------ |
| Stimmenanteil in %Wahlbeteiligung 51,7 % 6050403020100 52,7 (+19,2)28,3 (−10,5)19,0 (+5,8)n. k. (−14,5) SPDWGHbCDUGfHd20162021Anmerkungen:b Wählergruppe Gemeinschaftsliste Heringend Gemeinsam für Heringen | SitzverteilungInsgesamt 31 Sitze - SPD: 16 - WGH: 9 - CDU: 6 |

| Parteien und Wählergemeinschaften | Parteien und Wählergemeinschaften           | % 2021 | Sitze 2021 | % 2016 | Sitze 2016 | % 2011 | Sitze 2011 | % 2006 | Sitze 2006 | % 2001 | Sitze 2001 |
| --------------------------------- | ------------------------------------------- | ------ | ---------- | ------ | ---------- | ------ | ---------- | ------ | ---------- | ------ | ---------- |
| SPD                               | Sozialdemokratische Partei Deutschlands     | 52,7   | 16         | 33,5   | 10         | 36,0   | 11         | 40,0   | 12         | 50,1   | 16         |
| WGH                               | Wählergruppe Gemeinschaftsliste Heringen    | 28,3   | 9          | 38,8   | 12         | 46,1   | 14         | 35,2   | 11         | 22,3   | 7          |
| CDU                               | Christlich Demokratische Union Deutschlands | 19,0   | 6          | 13,2   | 4          | 17,9   | 6          | 24,8   | 8          | 26,5   | 8          |
| GfH                               | Gemeinsam für Heringen                      | –      | –          | 14,5   | 5          | –      | –          | –      | –          | –      | –          |
| gesamt                            | gesamt                                      | 100,0  | 31         | 100,0  | 31         | 100,0  | 31         | 100,0  | 31         | 100,0  | 31         |
| Wahlbeteiligung in %              | Wahlbeteiligung in %                        | 51,7   | 51,7       | 67,8   | 67,8       | 51,7   | 51,7       | 59,3   | 59,3       | 64,5   | 64,5       |

### Bürgermeister
Nach der hessischen Kommunalverfassung wird der Bürgermeister für eine sechsjährige Amtszeit gewählt, seit dem Jahr 1993 in einer Direktwahl, und ist Vorsitzender des Magistrats, dem in der Stadt Heringen (Werra) neben dem Bürgermeister ehrenamtlich ein Erster Stadtrat und fünf weitere Stadträte angehören. Die Stärke der in der Stadtverordnetenversammlung vertretenen Fraktionen spiegelt sich grundsätzlich in der Zusammensetzung des ehrenamtlichen Magistrats wider. Bürgermeister ist seit dem 1. Juli 2016 Daniel Iliev (SPD). Er setzte sich am 20. März 2016 in einer Stichwahl gegen Amtsinhaber Hans Ries (WGH), der sich um eine dritte Amtszeit beworben hatte, bei 69,5 Prozent Wahlbeteiligung mit 53,4 Prozent der Stimmen durch. Es folgte eine Wiederwahl ohne Gegenkandidaten im März 2022.
Amtszeiten der Bürgermeister
- 2016–2028 Daniel Iliev (SPD)[15]
- 2004–2016 Hans Ries (WGH)[16]
- 1992–2004 Rolf Pfromm (SPD)

| Jahr           | Wahlbeteili- gung in % | Kandidaten    | Partei | Stimmen in % |
| -------------- | ---------------------- | ------------- | ------ | ------------ |
| 2022           | 38,6                   | Daniel Iliev  | SPD    | 85,4         |
| 2016 Stichwahl | 69,5                   | Daniel Iliev  |        | 53,4         |
| 2016 Stichwahl | 69,5                   | Hans Ries     | WGH    | 46,6         |
| 2010           | 75,6                   | Hans Ries     | WGH    | 65,0         |
| 2010           | 75,6                   | Manfred Knoch |        | 32,0         |
| 2010           | 75,6                   | Evelyn Otto   |        | 03,0         |
| 2004 Stichwahl | 70,7                   | Hans Ries     | WGH    | 52,5         |
| 2004 Stichwahl | 70,7                   | Manfred Knoch | SPD    | 47,5         |
| 1998           | 71,9                   | Rolf Pfromm   | SPD    | 57,9         |
| 1998           | 71,9                   | Hans Ries     | Grüne  | 28,4         |
| 1998           | 71,9                   | Roland Dies   | CDU    | 13,7         |

### Ortsbeirat
Für die Kernstadt Heringen besteht ein Ortsbezirk (Gebiete der ehemaligen Gemeinde Heringen) mit Ortsbeirat und Ortsvorsteher nach der Hessischen Gemeindeordnung. Der Ortsbeirat besteht aus neun Mitgliedern. Bei Kommunalwahlen in Hessen 2021 lag die Wahlbeteiligung bei 50,08 %. Es erhielten die CDU mit 28,7 % drei Sitze, die SPD mit 35,9 % drei Sitze, die „Gemeinschaftsliste Heringen“ (WGH) mit 16,4 % einen Sitz und die Liste „Gemeinsam für Heringen“ (GfH) mit 19,0 % zwei Sitze. Der Ortsbeirat wählte Gerhard Rudolph (CDU) zum Ortsvorsteher.

### Wappen
Blasonierung: Das Wappen zeigt in blau eine silberne Schräglinkswellenlinie. Vorne silberne gekreuzte Schlägel und Eisen, hinten drei silberne Fische.
Bedeutung: Die Wellenlinie steht für die Werra, die drei Fische sind redend und stammen aus dem Wappen der Herren von Heringen. Schlägel und Eisen ist das traditionelle Bergmannssymbol. Es wurde im Jahre 2003 in das Wappen aufgenommen, da seit über einhundert Jahren Kalisalze abgebaut werden.

### Gemeindepartnerschaften
Heringen unterhält eine Partnerschaft mit der französischen Gemeinde Rombas im Département Moselle. Im Jahr 2007 wurden die Partnerschaftsurkunden mit der Stadt und Landgemeinde Heringen/Helme in Thüringen und der polnischen Stadt Odolanów im Powiat Ostrowski unterzeichnet.

## Kultur und Sehenswürdigkeiten

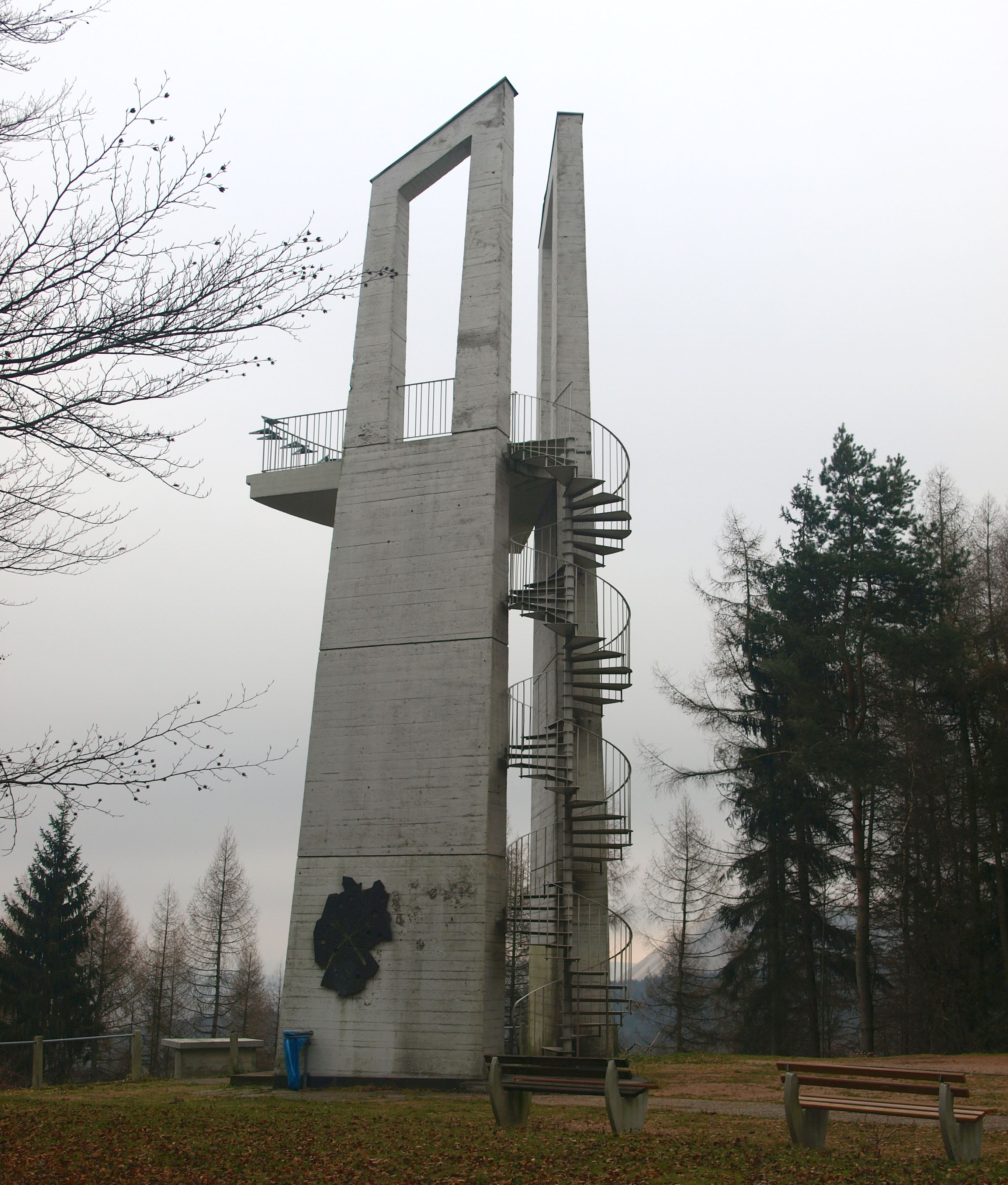
Grenzmahnmal Bodesruh

Für die unter Denkmalschutz stehenden Kulturdenkmäler des Ortes siehe die Liste der Kulturdenkmäler in Heringen (Werra).

### Museen
- Werra-Kalibergbaumuseum

### Bauwerke
- Steinsalz-Abraumhalde „Monte Kali“ (Heringer „Wahrzeichen“)
- Kirchenruine Walterskirche (des vermutlich im 15. Jahrhundert verlassenen Dorfes Waldradeberg)
- Mahnmal Bodesruh (ursprünglich als Mahnmal zur deutschen Teilung errichtete Turmanlage)
- Nachfolgebauten des Ritterguts der Vultejus
- Burg Hornsberg – stauferzeitliche Burganlage auf der Landesgrenze zu Thüringen, nur geringe Reste erhalten

### Parks
- Rohrlache und Säulingssee (Feuchtbiotope in der Werraaue)
- Forstbotanischer Garten Herfa

### Schwimmbad
- Fritz Kunze Bad, Frei- und Hallenbad ganzjährig geöffnet

### Regelmäßige Veranstaltungen
- Wochenmarkt (jeden Donnerstag, vormittags)
- Motorrad-Grasbahnrennen (jährlich am zweiten August-Wochenende)

## Wirtschaft und Infrastruktur

### Verkehr
Heringen ist an das überregionale Verkehrsnetz über verschiedene Landstraßen angeschlossen. Sie stellen vor allem die Verbindung an die Bundesstraße 62, die südwestlich an der Gemeinde vorbeiführt, und die Bundesautobahn 4 her.
Der öffentliche Personennahverkehr erfolgt durch die ÜWAG Bus GmbH mit der Linie 330 und 331.
Der Personenverkehr der Bahnstrecke Gerstungen–Vacha ist 1981 eingestellt worden. Lediglich der Güterverkehr zwischen Gerstungen und dem Standort Wintershall und dem Standort Hattorf (Philippsthal) des Werks „Werra“ der K+S Mineral and Agriculture GmbH besteht noch. Der Heringer Bahnhof wurde 1904 auf Drängen des Kaliwerks in Betrieb genommen. Vorher waren die Fertigprodukte mit Pferdewagen bis zum Bahnhof Gerstungen transportiert worden. Bis zum Zweiten Weltkrieg waren auch Überlegungen angestellt worden, die Werra schiffbar zu machen, um den hohen Transportbedarf zu decken. So war in den 1930er Jahren der Bau eines Hafens in Heringen geplant.

### Forschung/Entwicklung
In Heringen wurde seit Mitte der 1970er Jahre die Erfindung der elektrostatischen Salz-Trennungsanlage (ESTA) erstmals verwirklicht und weiterentwickelt. Im deutschen Kalibergbau konnte nach Untersuchungen und Erfindungen des früheren Bergwerksdirektors Arno Singewald eine völlig neuartige, umweltschonende Aufbereitung der geförderten Salze eingeführt werden: Die Trennung der verschiedenen Salzbestandteile im geförderten Rohsalz erfolgt nicht mehr durch das Ausnutzen unterschiedlicher spezifischer Schwere in einer Flüssigkeit (Flotation), sondern durch Aufspaltung und Sortierung im elektrischen Feld aufgrund unterschiedlicher elektrostatischer Eigenschaften der verschiedenen Salzfraktionen. Durch die ESTA werden salzbelastete Abwässer vermieden. Diese Anlagen, die in den Kaliwerken an der Werra errichtet wurden, sorgten auch dafür, dass in den ehemals (durch DDR-Kaliwerke) völlig versalzenen Fluss wieder Leben einzog. Die Einführung des ESTA-Verfahrens erforderte allerdings das Anlegen einer großen Halde zur Ablagerung der nicht verwertbaren Teile des Rohsalzes. 1976 begann die Aufschüttung der Halde, die etwa 60 bis 70 Prozent der Fördermenge enthält.

### Ansässige Unternehmen
- K+S Minerals and Agriculture GmbH – Kalibergbau (größter Arbeitgeber im Landkreis)
- Schwabenhaus GmbH + Co. KG – Fertighauswerk
- Messer Industriemontagen & Apparatebau GmbH – Rohrleitungs- und Sonderstahlbau
- EEW Energy from Waste – Müllverbrennungsanlage

## Persönlichkeiten

### Söhne und Töchter der Stadt
- Fabian Bäcker (* 28. Mai 1990 in Rotenburg a.d. Fulda) ist ein deutscher Profifußballer und spielt seit der Saison 2017/18 für Germania Ober-Roden.
- Uwe Bein (* 26. September 1960 in Lengers), Profifußballspieler und Weltmeister von 1990
- Jürgen Gehb (* 9. August 1952 in Heringen), von 1998 bis 2009 Mitglied des Deutschen Bundestages und von 2005 bis 2009 rechtspolitischer Sprecher der CDU/CSU-Bundestagsfraktion. Vom 16. August 2010 bis 28. Februar 2018 war er Sprecher des Vorstandes der Bundesanstalt für Immobilienaufgaben (BImA).
- Rudolf Grau (* 20. April 1835 in Heringen; † 5. August 1893 in Königsberg i. Pr.), evangelisch-lutherischer Theologe und Hochschullehrer
- Michael Roth (* 24. August 1970 in Heringen) ist ein deutscher Politiker der SPD und Mitglied des Deutschen Bundestages. Er war vom 17. Dezember 2013 bis Dezember 2021 Staatsminister im Auswärtigen Amt der Bundesrepublik Deutschland im Kabinett Merkel III und ist seit 15. Dezember 2021 Vorsitzender des Auswärtigen Ausschusses.[22]
- Berthold Wittich (* 18. Oktober 1933 in Heringen; † 19. April 2025) war ein deutscher Politiker der SPD und Mitglied des Bundestages (1987–1998).